# هری آگست جانسن
هری آگست جانسن (انگلیسی: Harry August Jansen؛ ‏ ۳ اکتبر ۱۸۸۳ – ۱۵ ژوئن ۱۹۵۵) هنرمند دانمارکی‌الاصل اهل ایالات متحده آمریکا بود.
از فیلم‌ها یا برنامه‌های تلویزیونی که وی در آن نقش داشته‌است، می‌توان به به شکار ارواح می‌رویم اشاره کرد.